# تسانکو تسوتانوف
تسانکو تسوتانوف (بلغاری: Цанко Hиколaeв Цветанов؛ زادهٔ ۶ ژانویهٔ ۱۹۷۰) بازیکن سابق و مربی فوتبال اهل بلغارستان است.
از باشگاه‌هایی که در آن بازی کرده‌است می‌توان به باشگاه فوتبال آبردین، باشگاه فوتبال لفسکی صوفیه، و باشگاه فوتبال انرژی کوتبوس اشاره کرد.
وی همچنین در تیم ملی فوتبال بلغارستان بازی کرده‌است.